# A Camp
A Camp ist das Soloprojekt von Nina Persson, Sängerin der schwedischen Popgruppe The Cardigans.

## Bandgeschichte
Die Idee für das Projekt A Camp entstand 1997, als Nina Persson mit dem schwedischen Musiker Niclas Frisk in einer Bar saß. In einer lebhaften Diskussion stellten die beiden Überschneidungen in ihren Plattensammlungen fest. Daraufhin beschlossen sie, gemeinsam einige Songs zu schreiben.
Aber erst drei Jahre später, nach Abschluss der Arbeiten am vierten Album der Cardigans, Gran Turismo, nahm Nina Persson diese Songs im Studio auf. Mit Mark Linkous entstand dabei das Album A Camp unter dem Musiklabel Stockholm.
Während Gran Turismo musikalisch dunkler war, spiegelt das Album A Camp Perssons Vorliebe wider, ironische Texte mit fröhlich gefärbter Musik zu kombinieren. Auf dem Album entschied sich Persson, die Songs weitgehend im Country-Stil einzuspielen.
Aus dem Album wurden zwei Singles ausgekoppelt: I Can Buy You und Song For The Leftovers. Die erste der beiden erreichte im September 2001 die britischen Charts.
Dieses Album blieb zunächst die einzige Veröffentlichung von A Camp. Persson begann mit ihren Kollegen von den Cardigans am fünften Album der Band, Long Gone Before Daylight, zu arbeiten, das im Sommer 2003 erschien. Es ist musikalisch deutlich inspiriert von Perssons Soloprojekt.
Am 5. Mai 2007 wurde auf der offiziellen Website der Cardigans bekannt gegeben, dass Persson begonnen hat, an einem zweiten A Camp Album zu schreiben. Dieses erhielt schließlich den Titel Colonia und erschien im Januar 2009.

## Diskografie

### Alben
- 2001: A Camp
- 2009: Colonia

### Singles
- 2001: I Can Buy You
- 2001: Song For The Leftovers
- 2009: Stronger Than Jesus
- 2009: Love Has Left The Room